# Senato della Repubblica (rete televisiva)
Senato TV (fino al 22 marzo 2018 noto come Senato della Repubblica) è un canale televisivo di servizio che trasmette in diretta l'attività del Senato della Repubblica in Italia. Il canale, prodotto dallo stesso Senato, viene irradiato sul televisione satellitare da Rai Way. Il canale trasmette In diretta o differita le sedute pubbliche del Senato italiano e i lavori delle commissioni parlamentari.

## Storia
Il canale inizia le trasmissioni il 14 settembre 2003 ed è visibile gratuitamente in chiaro via satellite, tramite il sito ufficiale o sul canale YouTube.
Le cinque telecamere interne all'Aula del Senato (che trasmettono in formato panoramico 16:9 dal 19 settembre 2018) riprendono gli oratori, senza che vi sia sovrapposto alcun commento; vengono solamente riportati, in sovrimpressione, i nomi e i gruppi parlamentari dei presenti e il logo di Senato TV. 
Il segnale dalla Sala Regia del Senato viene inviato direttamente agli studi Rai di via Teulada, 66 a Roma, da cui viene trasferito verso Hot Bird.  

## Regolamentazione
La gestione del canale è regolata dal decreto del Presidente del Senato pubblicato sulla Gazzetta Ufficiale n. 157 dell'8 luglio 2005. In esso è anche prescritto che le emittenti nazionali o regionali, che ne facciano richiesta, possono ritrasmettere il segnale a patto che non vi siano interruzioni pubblicitarie o commenti giornalistici.